# Vaudoy-en-Brie
Vaudoy-en-Brie är en kommun i departementet Seine-et-Marne i regionen Île-de-France i norra Frankrike. Kommunen ligger i kantonen Rozay-en-Brie som tillhör arrondissementet Provins. År 2022 hade Vaudoy-en-Brie 881 invånare.

## Befolkningsutveckling
Antalet invånare i kommunen Vaudoy-en-Brie
| Referens: INSEE |